# Agave guadalajarana
Agave guadalajarana ist eine Pflanzenart aus der Gattung der Agaven (Agave). Englischer Trivialnamen sind „Guadalajara Agave“ und „Maguey Chato“.

## Beschreibung
Agave guadalajarana formt kleine, kompakte Rosetten und bildet manchmal Ausläufer. Sie erreicht Wuchshöhen bis 25 cm und einen Durchmesser von 25 bis 35 cm. Die variablen, eiförmigen bis länglichen, kräftigen, bläulichen Blätter sind 20 bis 30 cm lang und 8 bis 12 cm breit. Die warzenartigen Blattränder sind gezahnt. Der flexibel angeordnete, graue Enddorn ist bis 2,5 cm lang.
Der rispige, gerade bis gebogene, schlanke Blütenstand wird 4 bis 5 m hoch. Die gelben Blüten sind bis 60 mm lang und erscheinen an der oberen Hälfte des Blütenstandes, an locker, unregelmäßig angeordneten Verzweigungen.
Die variabel geformten dreikammerigen Kapselfrüchte sind bis 45 mm lang und bis 18 mm breit. Die schwarzen, mondförmigen Samen sind bis 6 mm lang und bis 4 mm breit.

## Systematik und Verbreitung
Agave guadalajarana wächst in Mexiko im Bundesstaat Jalisco an grasigen Hängen, in vulkanischem Boden und in Waldland in 1500 bis 2000 m Höhe. Sie ist vergesellschaftet mit Kakteen- und Sukkulentenarten.
Die Erstbeschreibung durch William Trelease ist 1920 veröffentlicht worden. Synonyme sind Agave dealbata Lem. ex Jacobi und Agave intrepida Greenman.
Agave guadalajarana ist ein Vertreter der Gruppe Parryanae. Sie wächst begrenzt nahe Guadalajara. Typisch sind die innerhalb der Gruppe abweichenden warzenartigen Blattränder mit den lockeren Blütenstände. Sie ähnelt Agave colorata, jedoch sind Unterschiede in Form, Größe und Blattstruktur erkennbar. Individuen werden unter dem Namen Agave megalacantha Lem. ex Jacobi in Mitteleuropa kultiviert. Sie ist bei trockenem Stand extrem frosthart bis minus 18 °C.
Agave guadalajarana wird im Boyce Thompson Arboretum in Superior in Arizona kultiviert.